# Pararistolochia pithecurus
Pararistolochia pithecurus är en piprankeväxtart som först beskrevs av Henry Nicholas Ridley, och fick sitt nu gällande namn av Michael J. Parsons. Pararistolochia pithecurus ingår i släktet Pararistolochia och familjen piprankeväxter. Inga underarter finns listade i Catalogue of Life.